# أويفيند فالستروم
أويفيند آكسيل كريستيان فالستروم (بالسويدية: Öyvind Axel Christian Fahlström - ولد يوم 28 دجنبر 1928 بساو باولو، البرازيل، توفي يوم 9 نونبر 1976 باستوكهولم) كان رساما وكاتبا وشاعرا ونحاتا سويديا. عُرف فالستروم بفنه التجديدي وبتعامله مع السياقات الساسية والثقافية والسياسية في انتاجاته، لخلق رابط بين الواقع والفن.

## حياته
ولد أويفيند فالستروم في البرازيل من أب نرويجي وأم سويدية. عاش حتى سن العاشرة هناك قبل أن ينتقل للسويد ويدرس بها المدرسة الثانوية والجامعة. انتقل بعد ذلك بين باريس وروما، قبل أن يقرر العيش في نيويورك سنة 1961.
عُرفت أعماله عالميا وعًرضت في عدة معارض، متاحف، و أفلام عبر العالم، كما كان له برنامج على الراديو السويدي، و كان يظهر باستمرار على التلفزيون السويدي كذلك.
توفي فالستروم نتيجة لمرض السرطان سنة 1976، عن سن لا يناهز 48 سنة.